# Óscar Núñez del Prado Castro
Óscar Núñez del Prado Castro (Cusco, 3 de mayo de 1917-Cusco, 18 de octubre de 1991) fue un antropólogo y etnólogo peruano conocido sobre todo por sus estudios sobre los Q'eros, una comunidad y etnia quechua en el departamento del Cusco, y su mito del Inkarrí.

## Biografía
Óscar Núñez del Prado nació el 3 de mayo de 1917 como hijo de Enrique Nuñez Del Prado Vera (1889-1949) y de Maria Luisa Bejár Nuñez del Prado(1922-2016). Estudió antropología en el Colegio Nacional de Ciencias y Artes del Cuzco y en la Universidad Nacional de San Antonio Abad del Cusco (UNSAAC), donde trabajó como profesor de antropología por más de 30 años.
Durante una fiesta en Paucartambo en 1949, Óscar Núñez del Prado conoció a un grupo de campesinos de la comunidad quechua de Q'ero, habitantes de la hacienda de allí. Decidió preparar un proyecto sobre esa comunidad. En 1952 se contrató en la Misión Indigenista Andina de las Naciones Unidas. Porque exigió una reforma agraria como solución del llamado “problema indígena”, fue despedido de la misión. En 1955 organizó una expedición de la UNSAAC a la comunidad de Q'ero, en la cual fue apoyado por Pedro Beltrán, el director de La Prensa, un diario en Lima. El gobierno dispuso impedir la expedición porque hubo un conflicto entre ellos y el diario “La Prensa”, sin embargo el proyecto fue exitoso. El 24 de julio de 1955, Núñez del Prado salió de Cusco junto a otros especialistas de la UNSAAC: el geógrafo Mario Escobar, el folklorista Efraín Morote Best, el arqueólogo Manuel Chávez Ballón, el musicólogo Josafat Roel Pineda, el ayudante de arqueología Luis Barreda Murillo, el ayudante de folklore Demetrio Roca, el fotógrafo Malcolm K. Burke y el redactor del periódico “La Prensa” Demetrio Túpac Yupanqui. Llegaron a Q'ero, 92 km de Paucartambo, el 27 de julio. Durante los quince días en Q'ero, Núñez del Prado recopiló la prima versión conocida en el mundo académico del mito de Inkarí y Qollari.
Según su hijo Juan, Q'ero “era un pueblo consciente como pocos de su prosapia andina y custodio de invalorables testimonios de supervivencia cultural de nuestra vieja civilización, pero, al mismo tiempo, era también muestra viva y lacerante de un sistema social arcaico e inhumano, en el que el hombre del Ande, desposeído de su tierra y disminuido en su estatuto político, quedaba enteramente a merced de la explotación del hacendado feudal”. Los campesinos estaban obligados por el patrón a realizar la mita y eran alquilados a otros hacendados. Por eso, Núñez del Prado, Morote y Escobar iniciaron un proyecto para la expropiación de la hacienda. En 1963, seis años antes del inicio de la Reforma agraria peruana de 1969, la hacienda fue expropiada y las tierras fueron entregadas a los campesinos de Q'ero. Desde 1959 hasta 1969, Núñez del Prado realizó un proyecto de investigación en Kuyo Chico, otra comunidad campesina, formalmente libre pero dependiente de los hacendados vecinos. En 1965, también los campesinos de Kuyo Chico recuperaron sus tierras arrebatadas por los terratenientes.
En 1970, Núñez del Prado publicó su obra sobre los estudios en Q’ero “El Hombre y la Familia: su Matrimonio y Organización Político Social en Q’ero”. Tradujo sus textos recopilados del quechua cuzqueño al español y publicó también libros sobre la escritura del quechua, así su última publicación 1990.
Falleció en el Cusco el 18 de octubre de 1991.

## Familia
La esposa de Núñez del Prado fue Luisa Béjar (1928–2017), la primera antropóloga del Perú, nacida en Curahuasi (Apurímac). Su hijo Juan Núñez del Prado Béjar es antropólogo y “maestro de la tradición andina”.

## Publicaciones
- 1943: Medicina Popular
- 1947: Aspectos Económicos de Virú, una comunidad de la costa norte del Perú
- 1949: Chinchero: Un pueblo andino del Sur – algunos aspectos. Cuzco: Universidad Nacional del Cuzco
- 1950: El Khipu Moderno. Cuzco
- 1950: Exploración arqueológica en Racchi
- 1952: La vida y la muerte en Chinchero. Cusco: Talleres Gráficos
- 1953: Problemas antropológicos del área andina
- 1954: Escritura de las lenguas aymara y quechua (con Oswaldo Baca Mendoza y Efraín Morote West). Cuzco: Universidad Nacional del Cuzco
- 1957: El hombre y la familia, su matrimonio y organización político-social en Q'ero. Cuzco: Editorial Garcilaso
- 1962: Sicuani, un pueblo grande: reacción social para la colonización de Maldonado. Lima: Ministerio de Trabajo y Asuntos Indígenas, Plan Nacional de Integración de la Población Aborigen
- 1964: Ñahuinchista Quicharisun – abramos nuestros ojos. Sistema de la lengua nativa en la alfabetización (con Rodolfo Sánchez Castañeda). Lima: Ministerio de Trabajo y Asuntos Indígenas
- 1970: El hombre y la familia, su matrimonio y organización político-social en Q'ero (2ª ed.)
- 1970: Un ensayo de integración de la población campesina: el caso de Kuyo Chico (Cuzco). Lima: Instituto de Estudios Peruanos
- 1973: Versión del mito del Inkarrí en Q’eros. En: Juan Ossio (ed.): Ideología mesiánica en el mundo andino. Lima: Prado Pastor
- 1990: La escritura del quechua. Cusco: Municipalidad del Qosqo
- Jorge A. Flores Ochoa, Juan Núñez del Prado Béjar, Manuel Castillo Farfán (eds.), Luis Barreda Murillo: Q'ero, el último ayllu inka. Homenaje a Óscar Núñez del Prado y a la expedición científica de la UNSAAC a la nación Q'ero en 1955. Lima: Fondo Editorial de la Facultad de Ciencias Sociales, UNMSM; Cusco: Instituto Nacional de Cultura, Dirección Regional de Cultura de Cusco, 2005. Segunda edición, 2005 (1ª ed. salió en 1983), artículos de Óscar Núñez del Prado:
  - Una cultura como respuesta de adaptación al medio andino, pp. 77–102.
  - El maíz q'ero como solución a algunos problemas, pp. 123–128.
  - La vivienda inca actual, pp. 159–168.
  - El khipu moderno, pp. 169–198.
  - El hombre y la familia, su matrimonio y organización político-social en q'ero, pp. 199–232.